# Christian Heinrich Siegel
Christian Heinrich Siegel (* 1713 in Johanngeorgenstadt; † 1782 in Reval, Russland) war ein deutscher Mathematiker und Jurist.
Siegel stammte aus dem sächsischen Erzgebirge. Als Student der Rechtswissenschaften ging nach Reval, das seit 1710 zu Russland gehörte, wo er am Kaiserlichen Gymnasium (später Gouvernements-Gymnasium) am 1. Oktober 1761 eine Stelle als Professor für Mathematik, Recht und Französisch erhielt, 1766 war er bereits Rektor und Inspektor dieses Gymnasiums. 
Sein 1773 geborener Sohn Hermann Christian Siegel studierte an der Universität Jena und starb 1842 als Pastor in Reval.

## Werke
- Der Ursprung der ersten Staaten ist ein Beweiss der verfallenen Grösse des menschlichen Geschlechts ... Der morgende Tag ist dem Andenken der Hohen Geburt unserer allergnädigsten Kayserin ... wird auch dieses Kayserliche Gymnasium die seinigen ehrerbietigst vereinigen ... in einer kurtzen Rede der Satz dargethan werden, Dass die Ehre der Unterthanen in der Beobachtung ihrer Pflichten ... dieser Handlung morgen ..., Reval 1766.